# خورشیدگرفتگی ۹ اکتبر ۱۸۰۹
خورشیدگرفتگی ۹ اکتبر ۱۸۰۹ (به انگلیسی: Solar eclipse of 9 October 1809) یک خورشیدگرفتگی از نوع خورشیدگرفتگی کلی بود. این خورشیدگرفتگی در تاریخ  ۹ اکتبر ۱۸۰۹ روی داد که زمان اوج آن، ساعت ۷:۳۸:۴۲ به‌وقت ساعت هماهنگ جهانی بوده‌است.  مدت‌زمان و طول این خورشیدگرفتگی ۰۱ دقیقه و ۰۲ ثانیه بود.